# CONCACAF Gold Cup 2015/Gruppe C
| Pl. | Verein              | Sp. | S | U | N | Tore    | Punkte |
| --- | ------------------- | --- | - | - | - | ------- | ------ |
| 1.  | Trinidad und Tobago | 3   | 2 | 1 | 0 | 009:500 | 07     |
| 2.  | Mexiko              | 3   | 1 | 2 | 0 | 010:400 | 05     |
| 3.  | Kuba                | 3   | 1 | 0 | 2 | 001:800 | 03     |
| 4.  | Guatemala           | 3   | 0 | 1 | 2 | 001:400 | 01     |

Die Gruppe C des CONCACAF Gold Cups 2015 war eine von drei Gruppen, in denen die Vorrundenspiele des Turniers ausgetragen wurden. Sie bestand aus vier Mannschaften: Guatemala, Kuba, Mexiko, sowie Trinidad und Tobago. Die Partien fanden vom 9. Juli bis 15. Juli 2015 statt. Die Austragungsorte waren Chicago, Glendale und Charlotte.

## Trinidad und Tobago – Guatemala 3:1 (3:0)
| Trinidad und Tobago                                  | Trinidad und Tobago | Guatemala | Guatemala | Aufstellung                                     |
| ---------------------------------------------------- | --- | --- | --------- | ----------------------------------------------- |
| Trinidad und Tobago                                  | \| 1. Spieltag \| \| 9. Juli 2015 um 18:00 Uhr in Chicago (Soldier Field) \| \| Schiedsrichter: John Pitti ( Panama) \| \| Spielbericht \| | \| 1. Spieltag \| \| 9. Juli 2015 um 18:00 Uhr in Chicago (Soldier Field) \| \| Schiedsrichter: John Pitti ( Panama) \| \| Spielbericht \| | Guatemala | Aufstellung Trinidad und Tobago gegen Guatemala |
| Trinidad und Tobago                                  | Jan-Michael Williams – Daneil Cyrus, Radanfah Abu Bakr, Sheldon Bateau, Joevin Jones – Aubrey David, Khaleem Hyland (76. Andre Boucaud), Cordell Cato, Kevan George – Ataullah Guerra (62. Willis Plaza), Kenwyne Jones (79. Lester Peltier) Cheftrainer: Stephen Hart | Ricardo Jérez – Wilson Lalín, Elías Vásquez, Moises Hernandez – Kendell Herrarte (69. Édgar Chinchilla), Jorge Aparicio, Jean Márquez (46. Minor López), Stefano Cincotta (46. Carlos Mejía) – José Contreras – Carlos Ruiz, Marco Pappa Cheftrainer: Ivan Franco Sopegno ( Argentinien) | Guatemala | Aufstellung Trinidad und Tobago gegen Guatemala |
| Trinidad und Tobago                                  | 1:0 Bateau (10.) 2:0 Cato (13.) 3:0 J. Jones (25.) | 3:1 Ruiz (61.) | Guatemala | Aufstellung Trinidad und Tobago gegen Guatemala |
| Trinidad und Tobago                                  | Cyrus (34.), Abu Bakr (50.), Hyland (66.), Boucaud (79.) | Ruiz (72.), Lalín (73.) | Guatemala | Aufstellung Trinidad und Tobago gegen Guatemala |
| 1. Spieltag                                          | | |           |                                                 |
| 9. Juli 2015 um 18:00 Uhr in Chicago (Soldier Field) | | |           |                                                 |
| Schiedsrichter: John Pitti ( Panama)                 | | |           |                                                 |
| Spielbericht                                         | | |           |                                                 |

## Mexiko – Kuba 6:0 (4:0)
| Mexiko                                               | Mexiko | Kuba | Kuba | Aufstellung                   |
| ---------------------------------------------------- | --- | --- | ---- | ----------------------------- |
| Mexiko                                               | \| 1. Spieltag \| \| 9. Juli 2015 um 20:30 Uhr in Chicago (Soldier Field) \| \| Schiedsrichter: Wálter Quesada ( Costa Rica) \| \| Spielbericht \| | \| 1. Spieltag \| \| 9. Juli 2015 um 20:30 Uhr in Chicago (Soldier Field) \| \| Schiedsrichter: Wálter Quesada ( Costa Rica) \| \| Spielbericht \| | Kuba | Aufstellung Mexiko gegen Kuba |
| Mexiko                                               | Guillermo Ochoa – Paul Aguilar, Francisco Rodríguez, Diego Reyes, Miguel Layún – Héctor Herrera, Jonathan dos Santos (56. Giovani dos Santos), Antonio Ríos, Andrés Guardado (71. Carlos Esquivel) – Carlos Vela (71. Jesús Corona), Oribe Peralta Cheftrainer: Miguel Herrera | Diosvely Guerra – Yénier Márquez, Jorge Corrales (79. Dairon Pérez) – Yaisnier Nápoles, Félix Guerra (66. Ángel Horta), Ariel Martínez, Alberto Gómez – José Clavelo, Yasmany López, Hánier Dranguet – Armando Coroneaux (54. Darío Suarez) Cheftrainer: Raúl González Triana | Kuba | Aufstellung Mexiko gegen Kuba |
| Mexiko                                               | 1:0 Peralta (16.) 2:0 Vela (22.) 3:0 Peralta (36.) 4:0 Guardado (43.) 5:0 Peralta (61.) 6:0 G. dos Santos (74.) | | Kuba | Aufstellung Mexiko gegen Kuba |
| 1. Spieltag                                          | | |      |                               |
| 9. Juli 2015 um 20:30 Uhr in Chicago (Soldier Field) | | |      |                               |
| Schiedsrichter: Wálter Quesada ( Costa Rica)         | | |      |                               |
| Spielbericht                                         | | |      |                               |

## Trinidad und Tobago – Kuba 2:0 (2:0)
| Trinidad und Tobago                                                    | Trinidad und Tobago | Kuba | Kuba | Aufstellung                                |
| ---------------------------------------------------------------------- | --- | --- | ---- | ------------------------------------------ |
| Trinidad und Tobago                                                    | \| 2. Spieltag \| \| 12. Juli 2015 um 15:30 Uhr in Glendale (University of Phoenix Stadium) \| \| Schiedsrichter: David Gantar ( Vereinigte Staaten) \| \| Spielbericht \|                                                                                                  | \| 2. Spieltag \| \| 12. Juli 2015 um 15:30 Uhr in Glendale (University of Phoenix Stadium) \| \| Schiedsrichter: David Gantar ( Vereinigte Staaten) \| \| Spielbericht \|                                                                                                   | Kuba | Aufstellung Trinidad und Tobago gegen Kuba |
| Trinidad und Tobago                                                    | Jan-Michael Williams (45. Marvin Phillip) – Daneil Cyrus, Radanfah Abu Bakr, Sheldon Bateau, Mekeil Williams – Andre Boucaud, Lester Peltier (80. Cordell Cato), Kevan George, Joevin Jones – Ataullah Guerra (67. Keron Cummings), Kenwyne Jones Cheftrainer: Stephen Hart | Diosvely Guerra – Yaisnier Nápoles, Andy Vaquero, Jorge Luís Clavelo, Adrián Diz – Daniel Luís (79. Hánier Dranguet), Alberto Gómez (68. Dairon Pérez), Alain Cervantes (61. Darío Suárez) – Yénier Márquez – Ariel Martínez, Maikel Reyes Cheftrainer: Raúl González Triana | Kuba | Aufstellung Trinidad und Tobago gegen Kuba |
| Trinidad und Tobago                                                    | 1:0 Bateau (16.) 2:0 Boucaud (41.) | | Kuba | Aufstellung Trinidad und Tobago gegen Kuba |
| Trinidad und Tobago                                                    | Boucaud (28.), K. Jones (51.) | Diz (15.), Martínez (65.) | Kuba | Aufstellung Trinidad und Tobago gegen Kuba |
| 2. Spieltag                                                            | | |      |                                            |
| 12. Juli 2015 um 15:30 Uhr in Glendale (University of Phoenix Stadium) | | |      |                                            |
| Schiedsrichter: David Gantar ( Vereinigte Staaten)                     | | |      |                                            |
| Spielbericht                                                           | | |      |                                            |

## Guatemala – Mexiko 0:0
| Guatemala                                                              | Guatemala | Mexiko | Mexiko | Aufstellung                        |
| ---------------------------------------------------------------------- | --- | --- | ------ | ---------------------------------- |
| Guatemala                                                              | \| 2. Spieltag \| \| 12. Juli 2015 um 18:00 Uhr in Glendale (University of Phoenix Stadium) \| \| Schiedsrichter: Armando Castro ( Honduras) \| \| Spielbericht \| | \| 2. Spieltag \| \| 12. Juli 2015 um 18:00 Uhr in Glendale (University of Phoenix Stadium) \| \| Schiedsrichter: Armando Castro ( Honduras) \| \| Spielbericht \| | Mexiko | Aufstellung Guatemala gegen Mexiko |
| Guatemala                                                              | Paulo Motta – Ruben Morales, Elías Vásquez, Dennis López, Wilson Lalín, Moises Hernandez (82. Stefano Cincotta) – José Contreras, Jorge Aparicio, Brandon de León – Carlos Ruiz (77. Marco Pappa), Minor López (87. Édgar Chinchilla) Cheftrainer: Ivan Franco Sopegno ( Argentinien) | Guillermo Ochoa – Francisco Rodríguez, Diego Reyes, Héctor Herrera, Miguel Layún, Paul Aguilar (82. Giovani dos Santos) – Jonathan dos Santos (86. Javier Orozco), José Vázquez (66. Carlos Esquivel), Andrés Guardado – Oribe Peralta, Carlos Vela Cheftrainer: Miguel Herrera | Mexiko | Aufstellung Guatemala gegen Mexiko |
| Guatemala                                                              | Morales (11.), Aparicio (37.), Contreras (73.), Hernández (77.) | Aguilar (45.), Layún (50.) | Mexiko | Aufstellung Guatemala gegen Mexiko |
| Guatemala                                                              | Contreras (76.) | | Mexiko | Aufstellung Guatemala gegen Mexiko |
| 2. Spieltag                                                            | | |        |                                    |
| 12. Juli 2015 um 18:00 Uhr in Glendale (University of Phoenix Stadium) | | |        |                                    |
| Schiedsrichter: Armando Castro ( Honduras)                             | | |        |                                    |
| Spielbericht                                                           | | |        |                                    |

## Kuba – Guatemala 1:0 (0:0)
| Kuba                                                              | Kuba | Guatemala | Guatemala | Aufstellung                      |
| ----------------------------------------------------------------- | --- | --- | --------- | -------------------------------- |
| Kuba                                                              | \| 3. Spieltag \| \| 15. Juli 2015 um 18:00 Uhr in Charlotte (Bank of America Stadium) \| \| Schiedsrichter: Elmer Bonilla ( El Salvador) \| \| Spielbericht \| | \| 3. Spieltag \| \| 15. Juli 2015 um 18:00 Uhr in Charlotte (Bank of America Stadium) \| \| Schiedsrichter: Elmer Bonilla ( El Salvador) \| \| Spielbericht \| | Guatemala | Aufstellung Kuba gegen Guatemala |
| Kuba                                                              | Diosvely Guerra – Andy Vaquero, Adrián Diz, Jorge Corrales (60. Alain Cervantes), Yénier Márquez, Yaisnier Nápoles – Daniel Luís (67. Hánier Dranguet), Jorge Luís Clavelo, Alberto Gómez (85. Dairon Pérez) – Ariel Martínez, Maikel Reyes Cheftrainer: Raúl González Triana | Paulo Motta – Dennis López, Wilson Lalín (45. Carlos Figueroa), Elías Vásquez, Ruben Morales – Brandon de León (60. Stefano Cincotta), Carlos Mejía, Jorge Aparicio, Marco Pappa – Minor López (68. Édgar Chinchilla), Carlos Ruiz Cheftrainer: Ivan Franco Sopegno ( Argentinien) | Guatemala | Aufstellung Kuba gegen Guatemala |
| Kuba                                                              | 1:0 Reyes (72.) | | Guatemala | Aufstellung Kuba gegen Guatemala |
| Kuba                                                              | Nápoles (15.), Corrales (17.), Reyes (74.) | Vásquez (45.), Morales (62.) | Guatemala | Aufstellung Kuba gegen Guatemala |
| 3. Spieltag                                                       | | |           |                                  |
| 15. Juli 2015 um 18:00 Uhr in Charlotte (Bank of America Stadium) | | |           |                                  |
| Schiedsrichter: Elmer Bonilla ( El Salvador)                      | | |           |                                  |
| Spielbericht                                                      | | |           |                                  |

## Mexiko – Trinidad und Tobago 4:4 (1:0)
| Mexiko                                                            | Mexiko | Trinidad und Tobago | Trinidad und Tobago | Aufstellung                                  |
| ----------------------------------------------------------------- | --- | --- | ------------------- | -------------------------------------------- |
| Mexiko                                                            | \| 3. Spieltag \| \| 15. Juli 2015 um 20:30 Uhr in Charlotte (Bank of America Stadium) \| \| Schiedsrichter: Mark Geiger ( Vereinigte Staaten) \| \| Spielbericht \| | \| 3. Spieltag \| \| 15. Juli 2015 um 20:30 Uhr in Charlotte (Bank of America Stadium) \| \| Schiedsrichter: Mark Geiger ( Vereinigte Staaten) \| \| Spielbericht \|                                                    | Trinidad und Tobago | Aufstellung Mexiko gegen Trinidad und Tobago |
| Mexiko                                                            | Guillermo Ochoa – Paul Aguilar, Diego Reyes, Francisco Rodríguez, Yasser Corona (77. Carlos Esquivel), Miguel Layún – Héctor Herrera, Jonathan dos Santos (67. Jesús Corona), Andrés Guardado – Giovani dos Santos (45. Oribe Peralta), Carlos Vela Cheftrainer: Miguel Herrera | Marvin Phillip – Sheldon Bateau, Aubrey David, Yohance Marshall, Mekeil Williams – Joevin Jones, Cordell Cato, Kevan George – Khaleem Hyland (76. Dwane James), Keron Cummings, Kenwyne Jones Cheftrainer: Stephen Hart | Trinidad und Tobago | Aufstellung Mexiko gegen Trinidad und Tobago |
| Mexiko                                                            | 1:0 Aguilar (31.) 2:0 Vela (50.) 3:3 Guardado (87.) 4:3 K. Jones (90.) | 2:1 Cummings (54.) 2:2 K. Jones (57.) 2:3 Cummings (66.) 4:4 Marshall (90.+3') | Trinidad und Tobago | Aufstellung Mexiko gegen Trinidad und Tobago |
| Mexiko                                                            | Herrera (65.) | Cummings (59.), Williams (75.) | Trinidad und Tobago | Aufstellung Mexiko gegen Trinidad und Tobago |
| 3. Spieltag                                                       | | |                     |                                              |
| 15. Juli 2015 um 20:30 Uhr in Charlotte (Bank of America Stadium) | | |                     |                                              |
| Schiedsrichter: Mark Geiger ( Vereinigte Staaten)                 | | |                     |                                              |
| Spielbericht                                                      | | |                     |                                              |